# Doris Engelhard

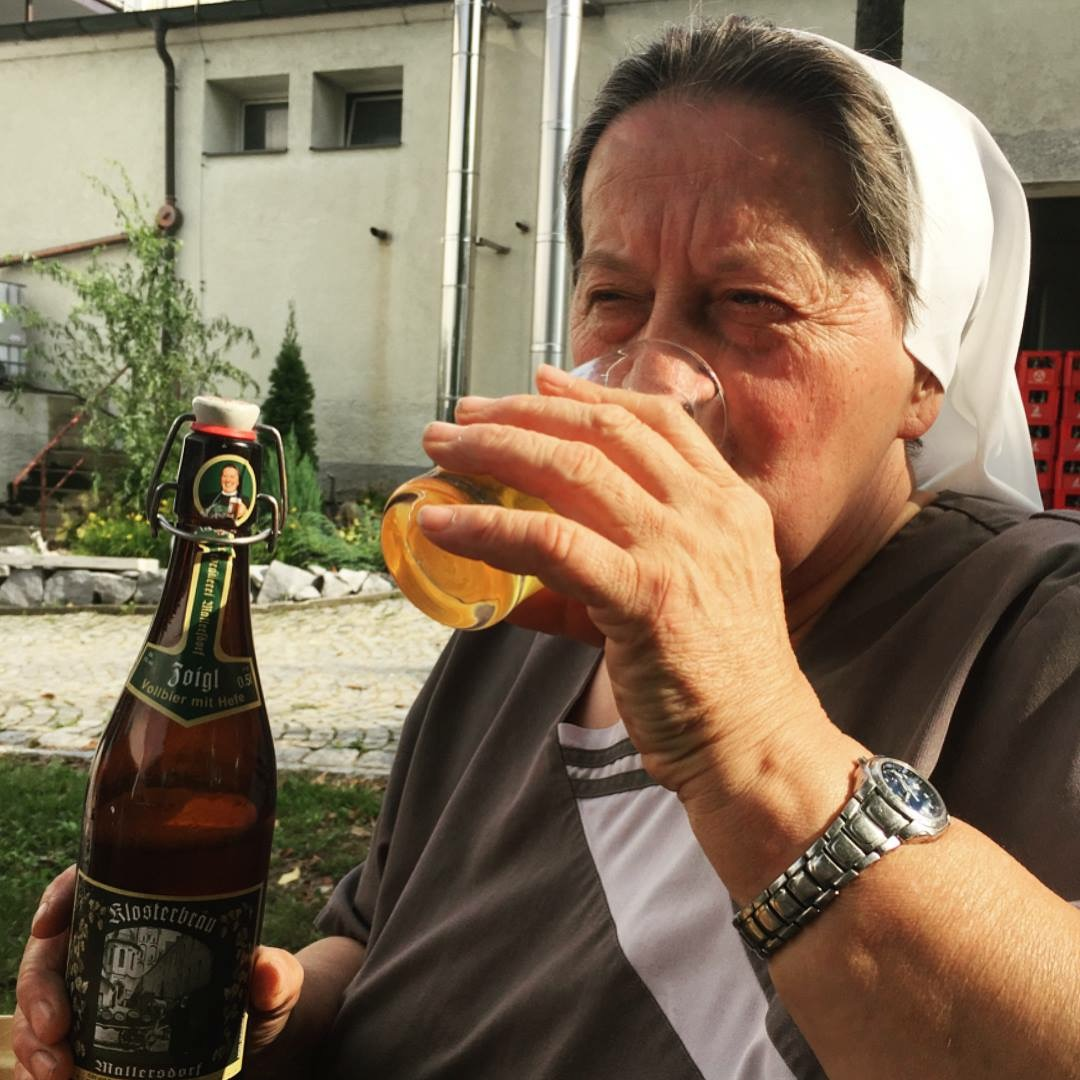
Schwester Doris Engelhard OFM (2018)

Doris Engelhard (* 1949 in Herrieden als Walburga Engelhard) ist eine deutsche Braumeisterin und Ordensschwester im Kloster Mallersdorf in Mallersdorf-Pfaffenberg.

## Leben
Aufgewachsen ist sie in Herrieden bei Ansbach, als Dreizehnjährige kam sie 1962 ins Internat des Klosters Mallersdorf. Dort machte sie 1966 ihren Realschulabschluss. 1967 begann sie ihre Ausbildung zum Brauer und Mälzer. 1969 legte sie an der staatlichen Ferdinand-von-Steinbeis-Schule in Ulm die Gesellenprüfung ab. Während ihrer Gesellinnenzeit war sie sieben Jahre in einer weltlichen Groß-Brauerei im Saarland. 1974 bestand sie die Meisterprüfung.
1971 trat sie in das Noviziat des Ordens der Armen Franziskanerinnen von der heiligen Familie zu Mallersdorf ein und legte 1973 die einfache Profess ab, wobei sie den Ordensnamen Doris annahm. 1980 folgte die ewige Profess.
Seit Juni 2014 ist Schwester Doris Botschafterin Niederbayerns. Am 13. Oktober 2022 wurde ihr der Bayerische Verdienstorden verliehen.